# Petru Sescu
Petru Sescu (ur. 3 kwietnia 1965 w Săbăoani) – rumuński duchowny rzymskokatolicki, biskup pomocniczy Jass od 2021.

## Życiorys
Święcenia kapłańskie otrzymał 26 maja 1991 i został inkardynowany do diecezji Jass. Pracował głównie jako duszpasterz parafialny, był też m.in. prefektem dyscypliny w niższym seminarium oraz ekonomem diecezjalnym.
30 września 2021 papież Franciszek mianował go biskupem pomocniczym Jass ze stolicą tytularną Murcona. Sakry udzielił mu 11 listopada 2021 biskup Iosif Păuleț.